# IONITY
IONITY je společnost zajišťující síť vysoce výkonných nabíječek na elektromobily. Většina nabíječek se nachází v okolí hlavních dálničních tahů po celé Evropě. Na všech těchto nabíječkách lze nabíjet automobily od mnoha automobilek.

## Členové IONITY

### Majitelé
Hlavním majitelem a zakladatelem je BMW group. Dalšími automobilkami, které jsou členy této skupiny, jsou: Daimler AG, Ford motor company, Volkswagen group a Hyundai group (od roku 2020).

### Spolupracovníci
Se společností IONITY spolupracuje mnoho čerpacích stanic, mezi nimi vyniká například Shell, která buduje nové nabíjecí stanice u svých čerpacích stanic. Dalšími spolupracovníky jsou OMV nebo Avia.

## Nabíjecí stanice
Nabíjecí stanice IONITY se nacházejí u dálnic po celé Evropě. Většinou se nacházejí ve skupinách po 6–10 stojanech. Většina nabíjecích stanic se nachází v Německu, následuje Francie a Švédsko. V Česku je celkem 6 nabíjecích stanic.
| Stát           | Celkový počet nabíjecích stanic | Počet dokončených nabíjecích stanic | Počet stanic ve výstavbě |
| -------------- | ------------------------------- | ----------------------------------- | ------------------------ |
| Německo        | 102                             | 100                                 | 2                        |
| Francie        | 80                              | 75                                  | 5                        |
| Švédsko        | 23                              | 22                                  | 1                        |
| Norsko         | 21                              | 21                                  | 0                        |
| Itálie         | 21                              | 17                                  | 4                        |
| Španělsko      | 18                              | 9                                   | 9                        |
| Velká Británie | 16                              | 13                                  | 3                        |
| Rakousko       | 15                              | 15                                  | 0                        |
| Nizozemí       | 11                              | 11                                  | 0                        |
| Švýcarsko      | 10                              | 10                                  | 0                        |
| Belgie         | 9                               | 9                                   | 0                        |
| Dánsko         | 7                               | 7                                   | 0                        |
| Irsko          | 6                               | 6                                   | 0                        |
| Portugalsko    | 6                               | 0                                   | 6                        |
| Česko          | 6                               | 6                                   | 0                        |
| Maďarsko       | 5                               | 5                                   | 0                        |
| Slovinsko      | 5                               | 5                                   | 0                        |
| Polsko         | 4                               | 0                                   | 4                        |
| Litva          | 3                               | 2                                   | 1                        |
| Finsko         | 3                               | 3                                   | 0                        |
| Estonsko       | 2                               | 0                                   | 2                        |
| Slovensko      | 1                               | 1                                   | 1                        |
| Chorvatsko     | 1                               | 1                                   | 0                        |
| Lotyšsko       | 1                               | 0                                   | 1                        |

## Cena nabíjení
Cena nabíjení se odvíjí od množství odebrané elektřiny (cena přibližně 21 Kč/kWh) a také od případného členství v klubu. Nabíjecí karty na nabíječky IONITY, se kterými lze výhodně nabíjet, nabízejí 3 automobilky, které jsou spolumajiteli IONITY – BMW group, Daimler AG a Volkswagen group. Vlastní karty mají také 2 dceřiné společnosti Volkswagen group – Audi a Porsche.